# Estornell ullblanc
L'estornell ullblanc (Aplonis brunneicapillus) és un ocell de la família dels estúrnids (Sturnidae). El seu estat de conservació es considera vulnerable.

## Hàbitat i distribució
Habita els boscos de les terres baixes de Bougainville, Rendova i Guadalcanal a les illes Salomó.